# Eleothinus abstrusus
Eleothinus abstrusus là một loài bọ cánh cứng trong họ Cerambycidae.